# Universidad de Wisconsin-Green Bay
La Universidad de Wisconsin–Green Bay, UW–Green Bay, Green Bay o UWGB (University of Wisconsin–Green Bay en idioma inglés), es una universidad pública que forma parte del Sistema Universitario de Wisconsin. Se ubica en Green Bay, Wisconsin (Estados Unidos).
Fundada en 1965, tiene un claro enfoque hacia los programas ecológico y de sostenibilidad medioambiental.
Tiene un sistema subterráneo de túneles por todo el campus que conectan los edificios para proteger el desplazamiento de alumnos y profesores durante el invierno. Sus diseñadores buscaron con esos túneles no solamente un método de transporte peatonal cómodo y rápido, sino también una manera de reunir a toda la comunidad socioacadémica en un lugar común.

## Deportes
Green Bay compite en la Horizon League de la División I de la NCAA, excepto el equipo de esquí, que compite en la Central Collegiate Ski Association. 